# Víctor Abelardo Montoya
Víctor Abelardo Montoya (Salta, 10 de marzo de 1940) es un militar retirado y político argentino que se desempeñó como intendente de la Ciudad de Salta.

## Biografía
Nació en Salta el 10 de marzo de 1940. Cursó sus estudios primarios en la Escuela Benjamín Zorilla y Secundario en el Colegio Salesiano de Salta. En 1957 ingresó como cadete al Colegio Militar de la Nación. Egresó como subteniente en 1959. Pidió el retiro del Ejército con el grado de capitán en 1975.

## Carrera política
Asumió como interventor municipal el 8 de junio de 1976 por decreto del Poder ejecutivo que estaba en manos de un gobierno de facto y permaneció en el cargo hasta el 13 de abril de 1981. Fue también vicepresidente de la Convención Municipal de 1988.
Durante su intendencia de facto el 6 de julio de 1976 se retiró del penal de Villa las Rosas a un total de 11 detenidos que integraban distintos cuerpos subversivos como la agrupación Montoneros o el Ejército Revolucionario del Pueblo. Estos fueron llevados a Palomitas en la ruta 34 y fueron asesinados por el ejército en lo que se conocería como Masacre de Palomitas. Montoya no sería denunciado penalmente pero sí se levantarían sospechas por su llegada al poder y la rápida orden de fusilamiento de los detenidos, además de que la familia Montoya contaba con un campo cercano al lugar donde se produjeron los hechos.
En 1978, durante la intervención del municipio, Montoya revocó una donación de 1962 en donde se beneficiaba al Centro Juventud Antoniana con un terreno que le pertenecía al municipio. 42 años más tarde, con la iniciativa del concejal Ángel Causarano y de la intendenta Bettina Romero, esos terrenos fueron cedidos nuevamente al club deportivo para que mejorase la infraestructura y creciese el deporte salteño.
En 1982 fundó el Partido Renovador de Salta junto a otras figuras como Jorge Oscar Folloni, Juan Agustín Pérez Alsina y Ricardo Gómez Diez que trabajaron en la gobernación de facto del capitán de navío Roberto Ulloa.
En 1989 fue elegido concejal por el Partido Renovador de Salta. Fue elegido por sus pares como presidente del cuerpo deliberante por el periodo 1989-1991.
En las elecciones de 1991 ganó la intendencia ante el candidato del peronismo, Jorge Vidal Casas, obteniendo más de 90 mil votos. Juró como intendente el 10 de diciembre de 1991 y dejó el cargo el 9 de diciembre de 1995.